# Le Passage (manga)
Pour les articles homonymes, voir Le Passage.
Le Passage (知る辺の道, Shirube no michi) est un shōjo manga de Kita Konno en un tome publié par Gentōsha en 2005. Il est édité en français chez Taifu Comics en 2007.
Le volume réunit plusieurs histoires mystiques et étranges sur l'au-delà, peignant des phénomènes irréels d'un autre monde.